# Manduca harterii
Manduca harterii är en fjärilsart som beskrevs av Rothschild 1894. Manduca harterii ingår i släktet Manduca och familjen svärmare. Inga underarter finns listade i Catalogue of Life.